# Långsjön (Näshulta socken, Södermanland)
Långsjön är en sjö i Eskilstuna kommun i Södermanland och ingår i Norrströms huvudavrinningsområde. Långsjön ligger i [[Varglyans naturreservat|Varglyan-Långsjön]] Natura 2000-område.